# Dover Athletic Football Club
Maillots
Actualités
Le Dover Athletic Football Club est un club de football anglais basé à Douvres. Le club évolue depuis la saison 2014-2015 en National League (cinquième division anglaise).

## Histoire
A l'issue de la saison 2021-22, le club est relégué en National League South.

## Structure du club

### Stade
Depuis sa création le Dover Athletic FC évolue au Crabble Athletic Ground. Sa capacité est de 5 737 spectateurs.

### Équipementier
Pour la saison 2023-2024, l'équipementier du club est VX3 Sportswear.

## Anciens joueurs
- Chris Allen
- Martin Hayes
- Dominique Jean-Zéphirin
- Dominic Iorfa
- Neville Southall